# Floridai death metal
A floridai death metal a death metal egyszerre regionális és stílusbeli alfaja.  A színtér az 1980-as évek közepétől indult Floridában, különösen Tampa Bay környékén, a stílus több nagy nevét is adta, ezért a rajongók Tampát "a death metal fővárosaként" is emlegetik. Legfőbb megkülönböztető jegye a többnyire technikás, nagy fokú hangszeres tudást igénylő zene, így a floridai bandák hozzá járultak a progresszív death metal létrejöttéhez is.
Főbb zenekarok (zárójelben az alakulás éve):
- Nasty Savage (1983)
- Death (1984)
- Morbid Angel (1984)
- Atheist (1984)
- Obituary (1985)
- Deicide (1987)
- Cynic (1987)
- Cannibal Corpse (1988)
- Monstrosity (1990)
- Six Feet Under (1993)

## Hangminták
- Atheist: Unholy War (1989)
- Cannibal Corpse: Hammer Smashed Face (1992)
- Cynic: Textures (1993)
- Obituary: Don't Care (1994)
- Death: Crystal Mountain (1995)
- Morbid Ange: Opening the Gates (2000)
- Six Feet Under: Ghosts of the Undead (2007)

## Fordítás
Ez a szócikk részben vagy egészben  a   Florida death metal című angol Wikipédia-szócikk fordításán alapul.  Az eredeti cikk szerkesztőit annak laptörténete sorolja fel. Ez a jelzés csupán a megfogalmazás eredetét és a szerzői jogokat jelzi, nem szolgál a cikkben szereplő információk forrásmegjelöléseként.